# Hamn

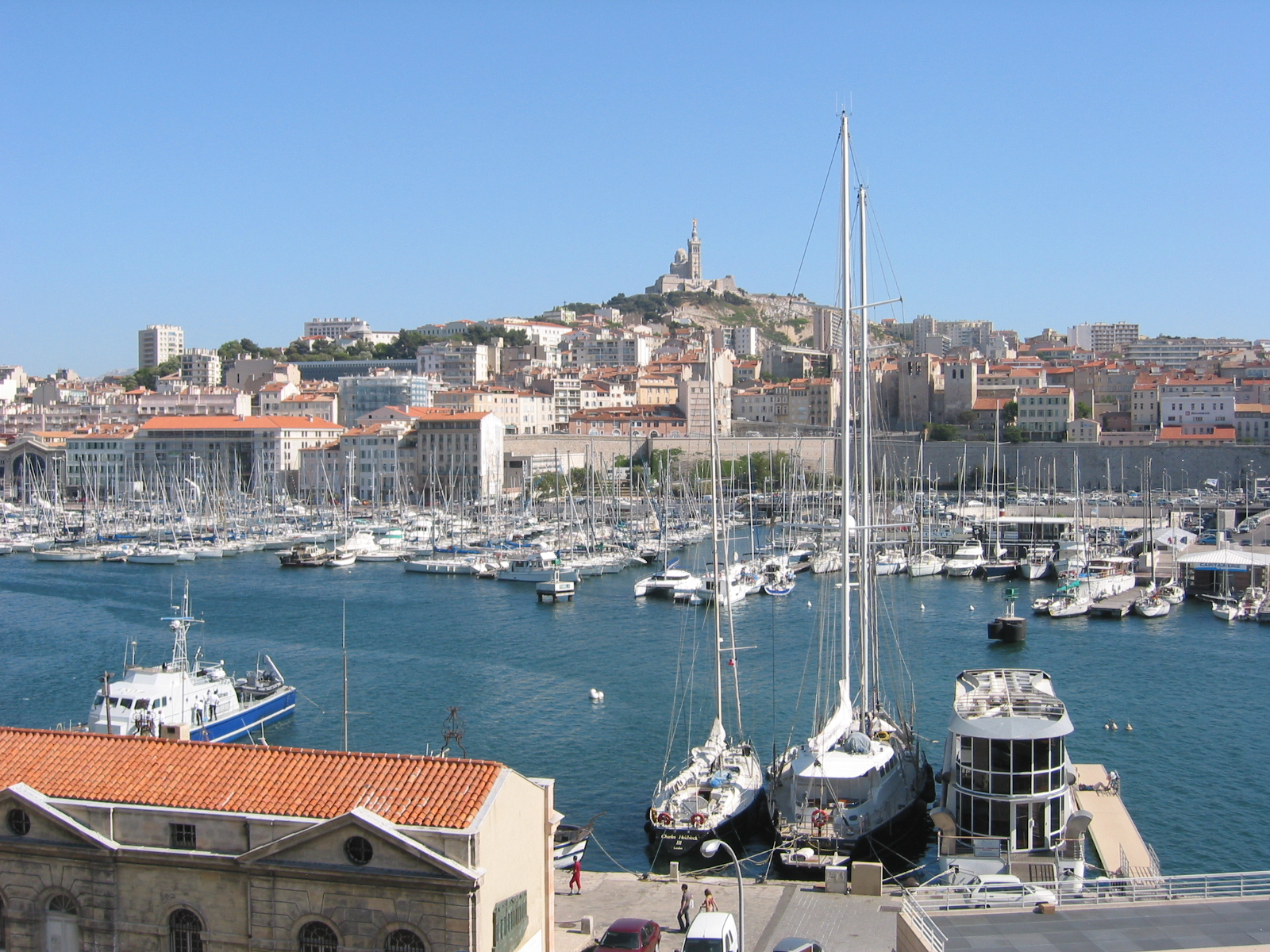
Gamla hamnen i Marseille, Frankrike.

En hamn är ett område vid hav, sjö eller flod som erbjuder ett naturligt eller konstgjort skydd mot vågor eller tidvatten för ankrande fartyg. Den är vanligen byggd så att båtarna kan placeras så att det är lätt att flytta varor och personer mellan båt och land.

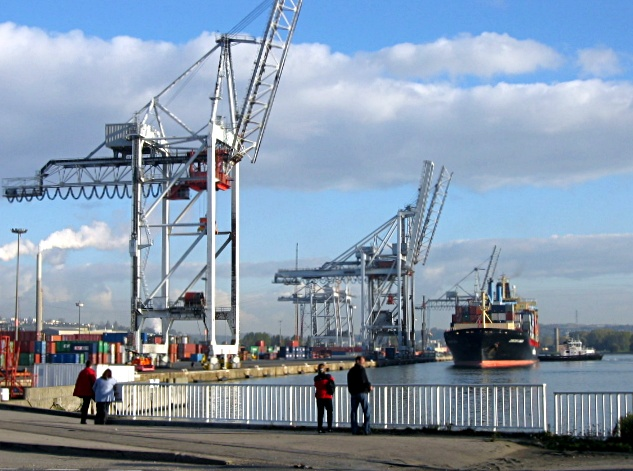
Hamn i Le Havre i Frankrike, 2004

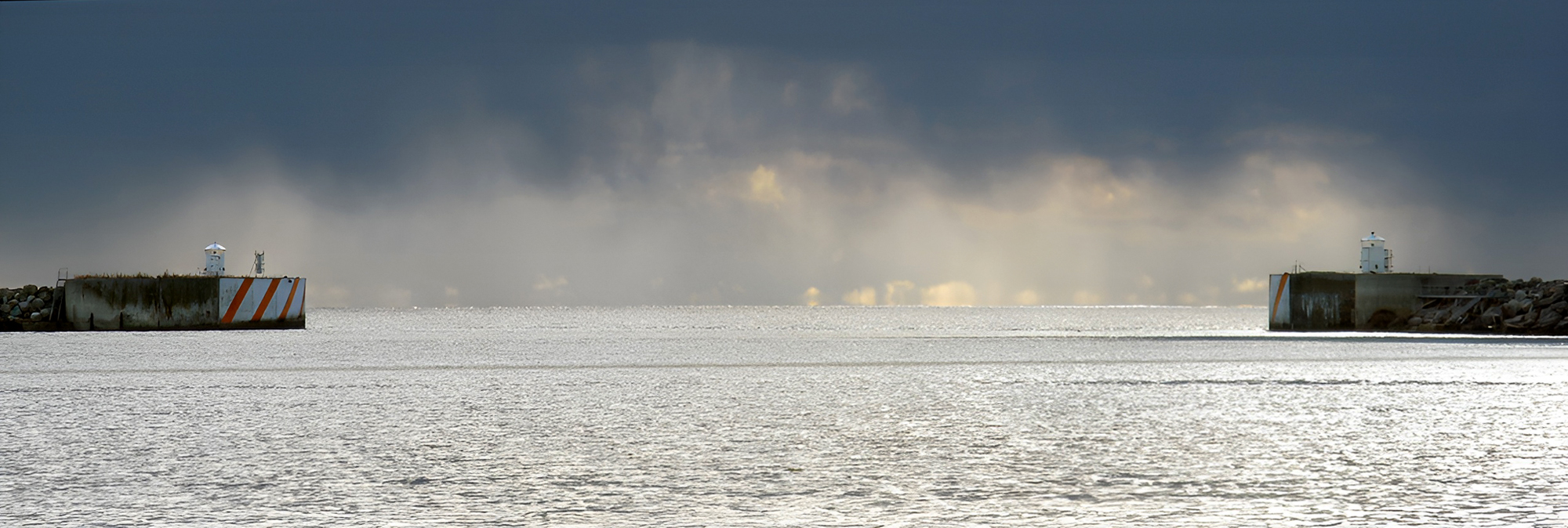
Inloppet till Ystads hamn, 2011

En hamn är ett system av vågbrytare, torrdockor, pirar, kajer och lagringshallar. Den har specialkonstruerad utrustning för att lasta eller lossa (tömma) ett fartyg, till exempel lyftkranar och sjösättningsramper. Vidare finns ofta oljebehållare och kylsystem för mat. Stora hamnar är anslutna till järnvägsnät och större vägar.
Naturliga hamnar spelade i historien en stor strategisk och ekonomisk roll. Många stora städer har vuxit upp kring naturliga hamnar.

## Typer av hamnar i urval
- handelshamn, eller kommersiell hamn
- containerhamn
- fiskehamn
- färjehamn
- örlogshamn
- småbåtshamn
- naturhamn

## Historik
I östra Medelhavet uppkom en sjöfartskultur med centrum i staden Byblos från år 2600 före Kristus. Kananéerna och fenicierna började där använda alfabetisk skrift och inskrifter har hittats där från 1300 före Kristus. Snart uppkom även andra hamnstäder som Tyrus, Tripolis och Arvad. Fenicierna lärde sig att göra allt längre handelsfärder. Herodotos skriver om feniciska handelsfärder ända till Västafrika. Andra uppgifter tyder på att fenicierna seglade till Britannien. Så småningom uppkom andra sjöfararnationer på Kreta och viktiga stadsstater i Grekland.
I Romerska riket bedrevs en omfattande handelssjöfart, bland annat via Roms hamnstad Ostia. Genom att Medelhavet var ett romerskt innanhav under en lång tid kunde man begränsa förekomsten av pirater. De oroliga sekel som följde Romarrikets fall ledde till en nedgång i sjöfarten. På 1300-talet uppkom autonoma stadsstater i norra Italien som var beroende av handel. Sjöfarten var nära sammankopplad med de första bankerna och försäkringsbolagen.
Under 1440-talet började karaveller byggas, vilka gjorde det möjligt att segla även ute till havs. Genom detta blev Spanien och Portugal viktiga sjöfartsnationer och upptäcktsresor över Atlanten gjorde Sevilla till Spaniens viktigaste hamn. De italienska stadsstaterna förlorade sin vikt när handeln flyttade från Medelhavet till Atlanten men istället fick hamnstäder i nordvästra Europa ökat inflytande - med hamnstaden Amsterdam blev 1600-talet Hollands storhetstid.
Ångfartyg i kombination med den nya frystekniken gjorde tidigare avlägsna länder till exportländer – på 1880-talet började Australien sälja nötkött till Europa. Amerikanskt vete såldes också till Europa innan länderna började införa skyddstullar för att skydda det egna jordbruket. 1867 öppnade Suezkanalen och i augusti 1914 öppnades Panamakanalen.

## Sverige

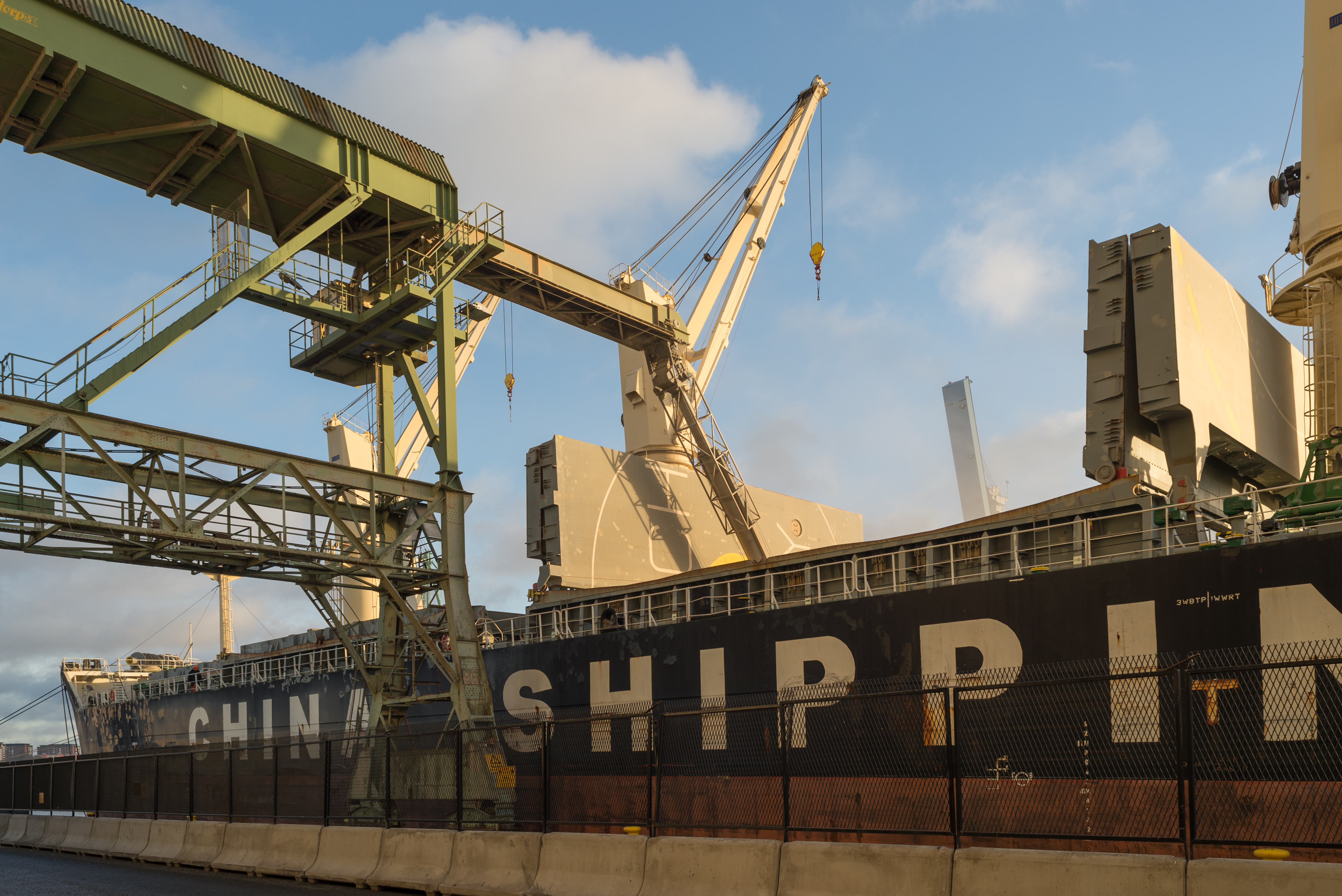
Lastning av spannmål på ett kinesiskt bulkfartyg i Värtahamnen i Stockholm.

Sveriges största hamn är Göteborgs hamn. En stor del av de importerade produkter som kommer genom hamnen i Göteborg transporteras på tåg eller lastbil till andra orter i Sverige. Andra stora hamnar finns i Trelleborg, Luleå, Karlshamn, Helsingborg, Stockholm, Oxelösund, Norrköping samt Mälarens två hamnar i Köping och Västerås. Narvik i Norge är en viktig hamn för den svenska järnmalmsexporten. Transporten från gruvorna till Narvik sker via malmbanan. Svenska hamnarbetarförbundet organiserar folk som jobbar inom hamn- och stuverinäringen i Sverige.

### Forntida svenska hamnar
En intressant aspekt är att forna svenska hamnar kan ligga långt upp på land, en konsekvens av landhöjningen. Bronsåldershamnar i Mälardalen ligger till exempel ca 20 meter över den nuvarande havsytan. Runt Kristi födelse (järnåldern) var nivån ca 10 m ö.h. och hamnen i Birka ligger ca 5 meter över Mälarens yta. Detta gör att det är förhållandevis lätt att datera de forna hamnarna. På andra platser har landhöjningen varit större. Vid Höga kusten kan en stenåldershamn ligga kanske 100 meter över havet och i södra Skåne sjunker landet, där finner man de forna hamnarna på havsbottnen och är det långgrunt kan dessa ligga hundratals meter ut från den nuvarande kustlinjen.
Sveriges största hamnar under medeltiden var Stockholm, Kalmar och Söderköping i "egentliga" Sverige och i övrigt Visby och Åbo.

## Världens största hamnar
Världens största hamnar efter godsvolym i miljoner ton, år 2009:
1. Shanghai (Kina) 505,7
2. Singapore (Singapore) 472,3
3. Rotterdam (Nederländerna) 386,9
4. Tianjin (Kina) 381,1
5. Ningbo (Kina) 371,5
6. Guangzhou (Kina) 364,0
7. Qingdao (Kina) 274,3
8. Qinhuangdao (Kina) 243,8
9. Hongkong (Kina) 242,9
10. Busan (Sydkorea) 226,1

Källa: AAPA World Port Rankings 2009
De fem största i Europa var 2008:
1. Rotterdam	 421
2. Antwerpen	 189
3. Hamburg	 140
4. Marseille	 96
5. Amsterdam	 94

Göteborg hade 43 milj ton, på 22:a plats i Europa.

### Fotnoter
1. ↑  Adam Erlandsson (1 februari 2014). ”Breddad Panamakanal hotar USA-hamnar”. Svenska dagbladet. http://www.svd.se/breddad-panamakanal-hotar-usa-hamnar. Läst 1 november 2015.